# Boeing VC-25A
Boeing VC-25A er designationen i det amerikanske luftvåben på to Boeing 747-200B-flyvemaskiner, som typisk benyttes til transport af den amerikanske præsident og hans følge. Når præsidenten er om bord på enten dette eller et hvilket som helst andet af luftvåbnets fly, får det kaldenavnet Air Force One.
Flyet er særligt indrettet til de behov, der følger med præsidentens arbejde undervejs. Der er plads til cirka 76 passagerer, og typisk befordres – ud over præsidenten selv – hans nærmeste medarbejdere og rådgivere, en læge, Secret Service-agenter, sikkerhedsfolk, journalister med særlig godkendelse samt besætningen på 26 personer.
Den præcise indretning er ikke offentligt kendt, men inkluderer kommandocenter, som kan bruges til at styre landet i nødsituationer, kontorer og teleudstyr, satellitkommunikation, privat suite til præsidenten, som også har sovesofaer, badeværelse og eget kontor, medicinske faciliteter med bl.a. operationsbord, diverse redskaber og et apotek samt et passagerområde der minder om 1. klasse på et rutefly. Flyet er desuden udstyret med forsvarssystemer mod missiler, og har en rækkevidde på over 13.000 km, men har også anlæg til optankning i luften, hvis behovet skulle opstå.
De to VC-25A'er har halenumrene 28000 og 29000. De følges oftest ad på rejser til udlandet, hvor det ene kan fungere som reserve, hvis der skulle opstå tekniske problemer. Derudover bruges reserven også som afledning af et eventuelt fjendtligt angreb, da det ikke er kendt, hvilket af flyene præsidenten faktisk befinder sig i. De nuværende fly blev leveret i 1990 under præsident George H.W. Bush, hvor de erstattede to Boeing 707-320B'er, som havde designationen VC-137C.
Efter planen skal flyene udskiftes mellem 2017-2019 da de på det tidspunkt vil være næsten 30 år gamle. Det nye fly bliver Boeings nye jumbojetmodel 747-8. Under udvælgelsesprocessen fravalgte man Airbus A380. I alt forventes de militære modifikationer på de to fly at koste op imod 1,65 milliarder dollar, eller omkring 11. mia kroner.